# Henrique IV, Parte 2
Henrique IV, Parte 2 é uma peça teatral de William Shakespeare, do gênero drama histórico, que se acredita tenha sido escrita entre 1596 e 1599. É a terceira parte de uma tetralogia, precedida por Ricardo II e Henrique IV, Parte 1 e sucedida por Henrique V.